# クリエイターエコノミー協会
一般社団法人クリエイターエコノミー協会（クリエイターエコノミーきょうかい、英:Creater Economy Association）は、2021年8月4日に設立された一般社団法人。団体の目的は「クリエイターが活動しやすい社会環境をつくり、その自由かつ安全な活動を促進する」である。

## 活動
- クリエイティブ活動の普及・促進及び必要情報等の啓発
- 誹謗中傷等のトラブルからの保護
- クリエイター活動を促進するためのルール作り等を行うための行政及び関連団体との協力

## 概要
- 2021年7月8日 - BASE株式会社、note株式会社、UUUM株式会社が協会の設立を発表[1]。
- 2021年8月4日 - 上記の3社を中心とした39社によって正式設立。
- 2021年11月15日 - カバー株式会社等16社が入会。
- 2022年3月30日 - 定時総会における決議により一般社団法人化。
- 2023年6月28日 - Google合同会社、note株式会社、UUUM株式会社、ANYCOLOR株式会社、カバー株式会社の5社で構成される誹謗中傷対策検討会を設置[2][3]。
- 2024年5月22日 - 誹謗中傷対策検討会の下にUUUM株式会社、ANYCOLOR株式会社、カバー株式会社の3社で構成される誹謗中傷対策検討分科会を設置。総務省、警視庁刑事部、セーファーインターネット協会等の後援を受けて、協会内外の賛同企業12社とともに誹謗中傷対策に関する共同発表を実施[4][5]。

## 会員
一般会員46社、賛助会員6社（2025年1月8日現在）
- 一般会員
  - 株式会社Adolescence
  - ANYCOLOR株式会社
  - BASE株式会社
  - 株式会社CAMPFIRE
  - C Channel株式会社
  - 株式会社ClaN Entertainment
  - 株式会社ClubT
  - DDC株式会社
  - dely株式会社
  - 株式会社foriio
  - freee株式会社
  - 株式会社HIKIFUDA
  - identify株式会社
  - 株式会社IRIAM
  - LINEヤフー株式会社
  - 17LIVE株式会社
  - 株式会社Lucci
  - 株式会社Iuco
  - NEL株式会社
  - note株式会社
  - 株式会社PLAY
  - PostPrime株式会社
  - QUANT株式会社
  - studio15株式会社
  - UUUM株式会社
  - アディッシュ株式会社
  - アドビ株式会社
  - 株式会社イード
  - 株式会社インタースペース
  - 株式会社ウタイテ
  - 株式会社エストゥエル
  - 株式会社オーディオストック
  - カバー株式会社
  - 株式会社サードウェーブ
  - 株式会社サイバー・バズ
  - 松竹ブロードキャスティング株式会社
  - 株式会社スケブ
  - セルン株式会社
  - 大日本印刷株式会社
  - 株式会社ドズル
  - ピクシブ株式会社
  - 株式会社ビビビット
  - 株式会社ファンコミュニケーションズ
  - 株式会社メルカリ
  - 株式会社もしも
  - 株式会社リトプラ

- 賛助会員
  - 弁護士法人Authense法律事務所
  - GMOメディア株式会社
  - 弁護士法人GVA法律事務所
  - RX Japan株式会社
  - 株式会社アイル
  - 株式会社カクイアンドカンパニー